# Ludvik Bergseng
Ludvik Mürer Bergseng (* 28. September 2006 in Kolsås) ist ein norwegischer Basketballspieler.

## Werdegang
Ab der Saison 2022/23 spielte Bergseng in seinem Heimatland beim Erstligisten Bærum Basket in der Gemeinde Bekkestua. Er spielte ebenfalls im Nachwuchsbereich des Sandvika Basketballklubbs.
Im Sommer 2024 unterschrieb er einen langfristigen Vertrag beim spanischen Erstligisten Bàsquet Manresa. Zuvor hatte Bergseng auch Angebote von anderen Vereinen in Europa und Hochschulen aus den Vereinigten Staaten erhalten. In Manresa kam Bergseng zunächst in der zweiten Mannschaft zum Einsatz.

### Nationalmannschaft
Im Februar 2024 gab Bergseng in einem WM-Qualifikationsspiel gegen Luxemburg seinen Einstand in der norwegischen A-Nationalmannschaft.